# Arthraxon submuticus
Arthraxon submuticus là một loài thực vật có hoa trong họ Hòa thảo. Loài này được (Nees ex Steud.) Hochst. mô tả khoa học đầu tiên năm 1856.